# Parafia św. Michała Archanioła w Czempiniu
Parafia pw. św. Michała Archanioła w Czempiniu – rzymskokatolicka parafia w Czempiniu (województwo wielkopolskie), w archidiecezji poznańskiej. Przynależy do dekanatu kościańskiego. 
Obecny kościół został wybudowany w latach 1895–1899 w stylu neoromańskim; kaplica pałacu Szołdrskich została wybudowana w 1782 w stylu barokowo-klasycystycznym.

## Historia
Najstarsza wzmianka o strukturach kościelnych funkcjonujących na obecnym terytorium czempińskiej parafii pochodzi z 1298 roku i dotyczy parafii w miejscowości Borowo. Z początku XV wieku pochodzi informacja o parafii w Piechaninie, który utożsamiany był wówczas z Czempiniem (dziś dwie osobne miejscowości). W 1470 roku obie parafie połączono. Obejmowała wówczas 10 miejscowości. Przynależała do archidiakonatu śremskiego. 

## Zasięg parafii
Do parafii należą  mieszkańcy miejscowości: Borowo, Czempiń, Gorzyce, Gorzyczki, Helenopol, Iłówiec Wielki, Nowe Borówko, Nowe Tarnowo, Nowy Gołębin, Piechanin, Piotrkowice, Słonin, Stare Borówko.

## Miejsca kultu
- Kościół św. Michała Archanioła w Czempiniu – kościół parafialny
- Kościół Świętych Apostołów Szymona i Judy w Czempiniu – kościół pomocniczy
- kaplica pw. Chrystusa Króla w Borowie – kaplica filialna
- kaplica pw. Maryi Królowej Polski w Gorzyczkach – kaplica filialna

## Proboszczowie
- 1920–1959 ks. Franciszek Ruszczyński
- 1959–1978 ks. Stanisław Poczta
- 1978–2009 ks. Czesław Wojciechowski
- od 2009 ks. Andrzej Wojciechowski